# Jimmy Montgomery
Jimmy Montgomery (Sunderland, 1943. október 29. –) angol labdarúgó, kapus.

## Pályafutása
1960 és 1970 között a Sunderland labdarúgója volt. 1967-ben a kanadai Vancouver Royal Canadians, 1976-ban a Southampton csapatában szerepelt kölcsönben. A Sunderlanndal 1973-ban angolkupa-győztes volt. 1977 és 1979 között a Birmingham City kapusa volt. 1979–80-ban a Nottingham Forest, 1980–81-ben ismét a Sunderland játékosa volt, de egyik csapatban sem szerepelt bajnoki mérkőzésen. Az 1979–80-as idényben tagja volt a Forest BEK-győztes együttesének. Visszavonulása után kapusedzőként dolgozott a Birmingham City és a Sunderland csapatainál.

## Sikerei, díjai
Sunderland
- Angol bajnokság – másodosztály (Second Division)
  - bajnok: 1975–76
- Angol kupa (FA Cup)
  - győztes: 1973

 Nottingham Forest
- Bajnokcsapatok Európa-kupája (BEK)
  - győztes: 1979–80